# Meckenheim, Nordrhein-Westfalen
Meckenheim, Nordrhein-Westfalen är en stad i Rhein-Sieg-Kreis i Regierungsbezirk Köln i förbundslandet Nordrhein-Westfalen i Tyskland.